# Rip Torn
Elmore Rual "Rip" Torn, född 6 februari 1931 i Temple, Texas, död 9 juli 2019 i Lakeville i Litchfield County, Connecticut, var en amerikansk skådespelare och röstskådespelare.
Rip Torn studerade först kreatursuppfödning eftersom han tänkt sig bli rancharbetare, men ändrade sig och bestämde sig för att istället bli skådespelare, så att han kunde tjäna så mycket pengar att han kunde köpa en ranch. Han liftade till Hollywood men där tvingades han att försörja sig som diskare på en restaurang. Så småningom fick han dock småroller på TV och han begav sig sedan till New York där han studerade vid Lee Strasbergs berömda Actors Studio.
Torn filmdebuterade i Baby Doll 1956. Han spelade ofta våldsamma, obalanserade människor, och en av hans mest minnesvärda roller är som Finley Jr i Ungdoms ljuva fågel (1962).
År 1963 gifte Rip Torn sig med skådespelaren Geraldine Page. De förblev gifta fram till hennes död 1987.

## Filmografi i urval
- 1956 – Baby Doll
- 1957 – Alfred Hitchcock presenterar (gästroll i TV-serie, avsnittet "Number Twenty-Two")
- 1957 – Ett ansikte i mängden
- 1959 – Stormeld
- 1961 – Alfred Hitchcock presenterar (gästroll i TV-serie, avsnittet "The Kiss-Off")
- 1962 – Ungdoms ljuva fågel
- 1965 – Cincinnati Kid
- 1969 – Kräftans vändkrets
- 1972 – Payday
- 1976 – Mannen utan ansikte
- 1979 – Heartland
- 1983 – Cross Creek
- 1984 – Flashpoint
- 1985 – Livet på en sandstrand
- 1991 – Columbo: Death Hits the Jackpot (TV-film)
- 1991 – Himlen tur eller retur?
- 1992 – Dolly Dearest
- 1992 – Made of Steel
- 1992–1998 – The Larry Sanders Show (TV-serie)
- 1993 – Robocop 3
- 1995 – Canadian Bacon
- 1995 – Hur man gör ett amerikanskt lapptäcke
- 1996 – Titta vi dyker
- 1997 – Herkules (röst)
- 1997 – Men in Black
- 1999 – Insider
- 2000 – Wonder Boys
- 2001 – Freddy Got Fingered
- 2002 – Men in Black II
- 2004 – Dodgeball
- 2005 – Dina, mina och våra
- 2006 – Marie Antoinette
- 2006 – Zoom
- 2007–2009 – 30 Rock (TV-serie) (sju avsnitt)
- 2007 – Bee Movie (röst)
- 2008 – LandShark Inc.
- 2012 – Men in Black III (ej krediterad)